# Tubarão-cornudo
O tubarão-cornudo (Heterodontus francisci) é uma espécie de tubarão da ordem dos Heterodontiformes e da família Heterodontidae. É endêmico das águas costeiras da costa oeste da América do Norte, da Califórnia até o Golfo da Califórnia. Os tubarões jovens são segregados espacialmente dos adultos, sendo que os primeiros preferem planícies arenosas mais profundas e os últimos preferem recifes rochosos mais rasos ou leitos de algas. Espécie pequena, medindo normalmente 1 m de comprimento, o tubarão-cornudo pode ser reconhecido por sua cabeça curta e romba com sulcos sobre os olhos, duas nadadeiras dorsais altas com espinhos grandes e coloração marrom ou cinza com muitas manchas escuras pequenas.
Predadores lentos e geralmente solitários, os tubarões-cornudos caçam à noite dentro de pequenas áreas de vida e se retiram para um abrigo preferido durante o dia. Seus ciclos de atividade diária são controlados pelos níveis de luz do ambiente. Os tubarões adultos se alimentam principalmente de moluscos de casca dura, equinodermos e crustáceos, que eles esmagam entre mandíbulas poderosas e dentes semelhantes a molares, além de se alimentarem oportunisticamente de uma grande variedade de outros invertebrados e pequenos peixes ósseos. Os filhotes preferem presas de corpo mais macio, como poliquetas e anêmonas-do-mar. O tubarão extrai suas presas do substrato usando sucção e, se necessário, movimentos de alavanca com seu corpo. A reprodução é ovípara, com as fêmeas colocando até 24 ovos de fevereiro a abril. Após a postura, a fêmea recolhe os ovos e os coloca em fendas para protegê-los de predadores.
Os tubarões-cornudos são inofensivos, a menos que sejam perturbados, e são facilmente mantidos em cativeiro. Eles não são visados pela pesca comercial ou recreativa, embora um pequeno número seja capturado como fauna acompanhante. No México, essa espécie é usada como alimento e farinha de peixe, e na Califórnia seus espinhos são transformados em joias. A União Internacional para a Conservação da Natureza (IUCN) ainda não tem informações suficientes para determinar o status de conservação do tubarão-cornudo. Ele enfrenta poucas ameaças na costa dos Estados Unidos.

## Taxonomia
O biólogo francês Charles Frédéric Girard publicou a primeira descrição científica do tubarão-cornudo com o nome de Cestracion francisci em 1855, em Proceedings of the Academy of Natural Sciences of Philadelphia. Essa espécie foi posteriormente colocada no gênero Gyropleurodus, que acabou sendo sinônimo do gênero Heterodontus. O epíteto específico francisci é uma referência a São Francisco, embora a área de distribuição do tubarão-cornudo não se estenda tão ao norte. O espécime-tipo da Baía de Monterey foi perdido desde então. O nome científico dessa espécie foi dado erroneamente como Heterodontus californicus.

## Descrição
Como outros tubarões da ordem dos Heterodontiformes, o tubarão-cornudo tem cabeça curta e larga, com focinho rombudo e arcadas supraciliares proeminentes sobre os olhos. As arcadas supraciliares do tubarão-cornudo são baixas e terminam abruptamente; o espaço entre elas no topo da cabeça é profundamente côncavo. Cada olho não possui uma membrana nictitante e é seguido por um pequeno espiráculo. As narinas são divididas em aberturas de entrada e saída por uma longa aba que chega até a boca. As aberturas de entrada são circundadas por um sulco, enquanto outro sulco conecta as aberturas de saída à boca. A boca é pequena e curva, com sulcos proeminentes nos cantos. Há cerca de 19 a 26 fileiras de dentes na mandíbula superior e de 18 a 29 fileiras de dentes na mandíbula inferior. Os dentes na frente das mandíbulas são pequenos e pontiagudos, com uma cúspide central ladeada por um par de cúspides laterais; os dentes nas laterais das mandíbulas são muito maiores, alongados longitudinalmente e semelhantes a molares.

O corpo é cilíndrico, com duas nadadeiras dorsais altas, um tanto falcadas (em forma de foice), com espinhos robustos na frente. Os espinhos das nadadeiras dos tubarões-cornudos que vivem em recifes são mais curtos do que os dos tubarões que vivem em habitats de algas, pois seus espinhos se desgastam nas rochas devido aos movimentos dos tubarões. A primeira nadadeira dorsal se origina sobre as bases das grandes nadadeiras peitorais, enquanto a segunda nadadeira dorsal se origina um pouco antes das pontas traseiras livres das nadadeiras pélvicas. A nadadeira caudal tem um lobo inferior curto e um lobo superior longo e largo com um forte entalhe próximo à ponta. Os dentículos dérmicos do tubarão-cornudo são pequenos e lisos, com cerca de 200/cm² no dorso em adultos. A coloração dorsal consiste em vários tons de cinza ou marrom com muitas pequenas manchas escuras, embora elas possam estar ausentes em tubarões mais velhos; a parte inferior é amarelada. Há uma mancha escura de pequenas manchas abaixo do olho. Essa espécie pode atingir um comprimento de 1,2 m, embora a maioria dos indivíduos não ultrapasse 1 m.

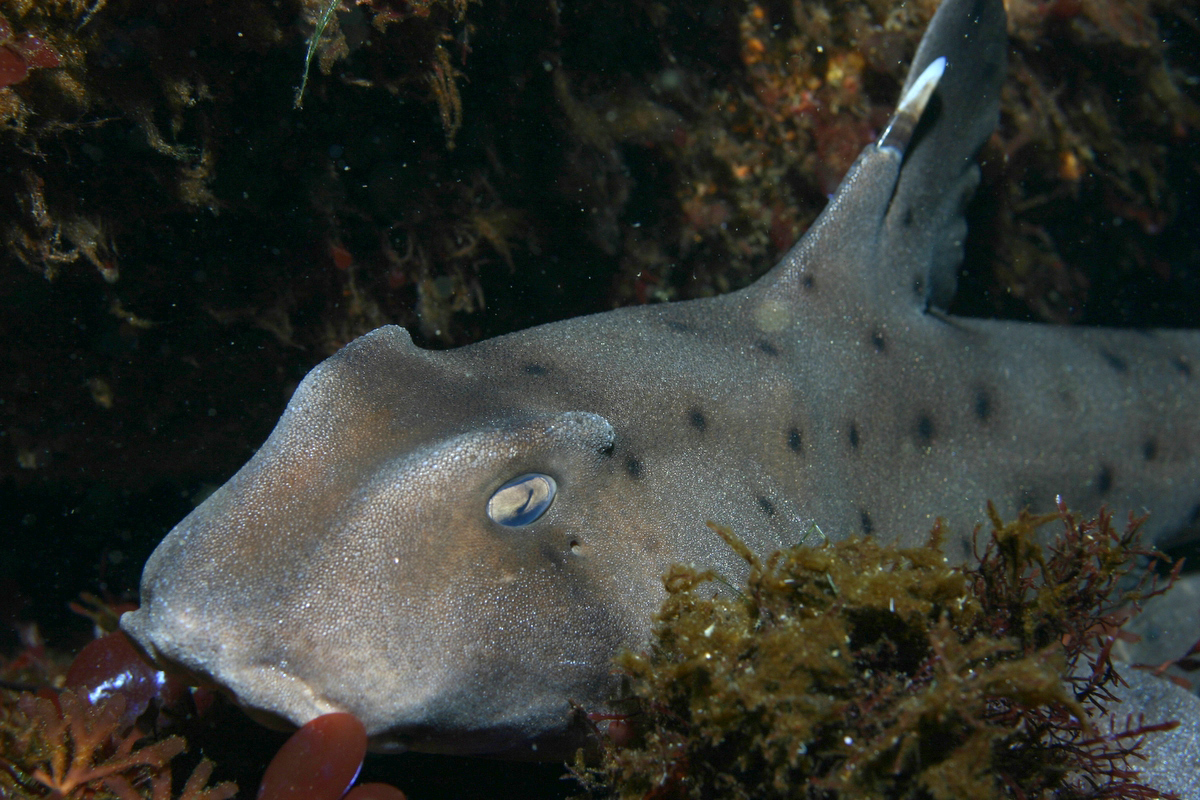
O tubarão-cornudo tem uma cabeça de formato distinto com arcadas supraciliares proeminentes acima dos olhos.
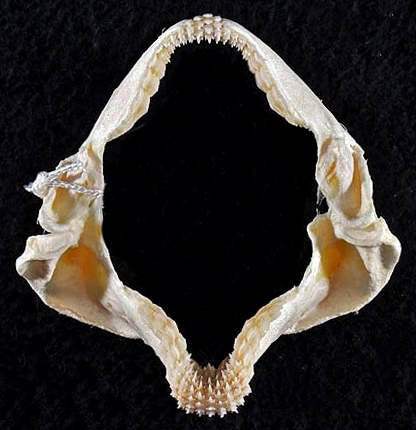
Mandíbulas.
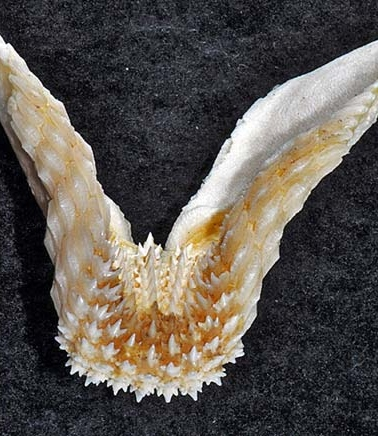
Dentes inferiores.

## Distribuição e habitat

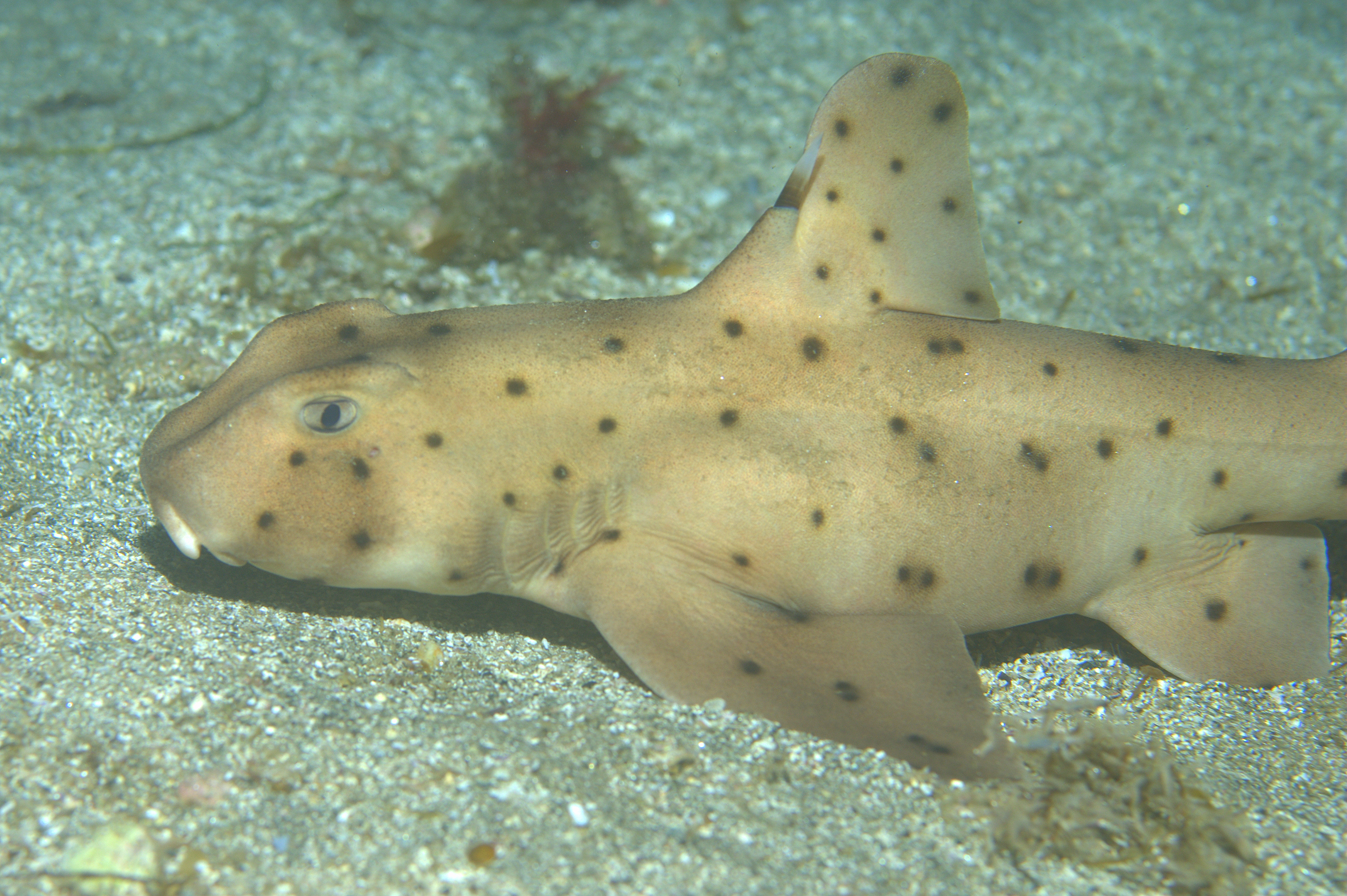
Um tubarão-cornudo na Ilha de Santa Catalina, Califórnia.

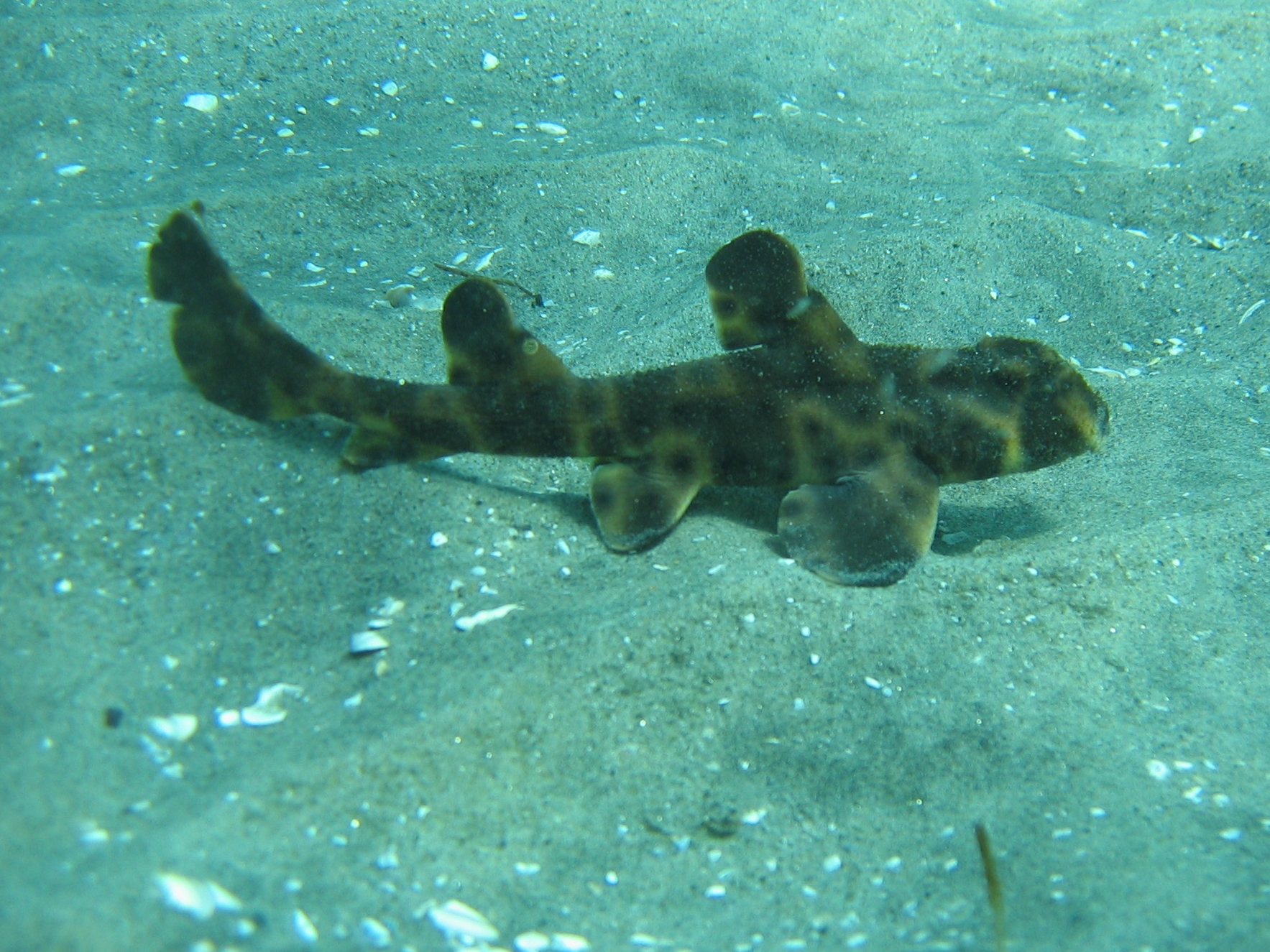
Ao contrário dos adultos, os filhotes preferem um habitat plano e arenoso.

O tubarão-cornudo habita a plataforma continental do leste do Oceano Pacífico, ocorrendo ao largo das costas da Califórnia e da Baixa Califórnia, da Baía de Monterey em direção ao sul, e no Golfo da Califórnia. Influxos incomuns de água quente em direção ao norte podem levá-lo até a Baía de São Francisco. Há relatos não confirmados dessa espécie ao largo do Equador e do Peru, que podem ser identificações errôneas de outras espécies.
Na maior parte do ano, os tubarões-cornudos são mais comuns em uma profundidade de 2 a 11 m. No início do inverno, eles migram para águas mais profundas do que 30 m. Essa espécie foi encontrada em cavernas de até 200 m de profundidade. Os filhotes com comprimento entre 35-48 cm preferem planícies arenosas com baixo relevo vertical, em águas com 40-150 m de profundidade. Eles geralmente aproveitam grandes poços de alimentação escavados pela Myliobatis californica como abrigo e alimento. À medida que amadurecem, os tubarões-cornudos se deslocam para águas mais rasas e seu habitat preferido passa a ser recifes rochosos estruturalmente complexos ou leitos de algas. Essa espécie fortemente bentônica raramente se aventura a mais de 2 m acima do substrato.
As abundâncias relativas do tubarão-cornudo e do  tubarão-balão-do-Pacífico, que compartilham o mesmo habitat, são negativamente correlacionadas porque os tubarões-cornudos preferem temperaturas mais quentes do que 20 °C, enquanto os tubarões-balão-do-Pacífico são mais tolerantes ao frio. Na Ilha de Santa Catalina, uma tendência de aquecimento de 20 anos resultou em um aumento na população de tubarões-cornudos e em uma diminuição na população de tubarões-balão-do-Pacífico. Os tubarões-cornudos são menos comuns do que os tubarões-balão-do-Pacífico no norte das Ilhas do Canal da Califórnia, onde a água é mais fria.

## Biologia e ecologia

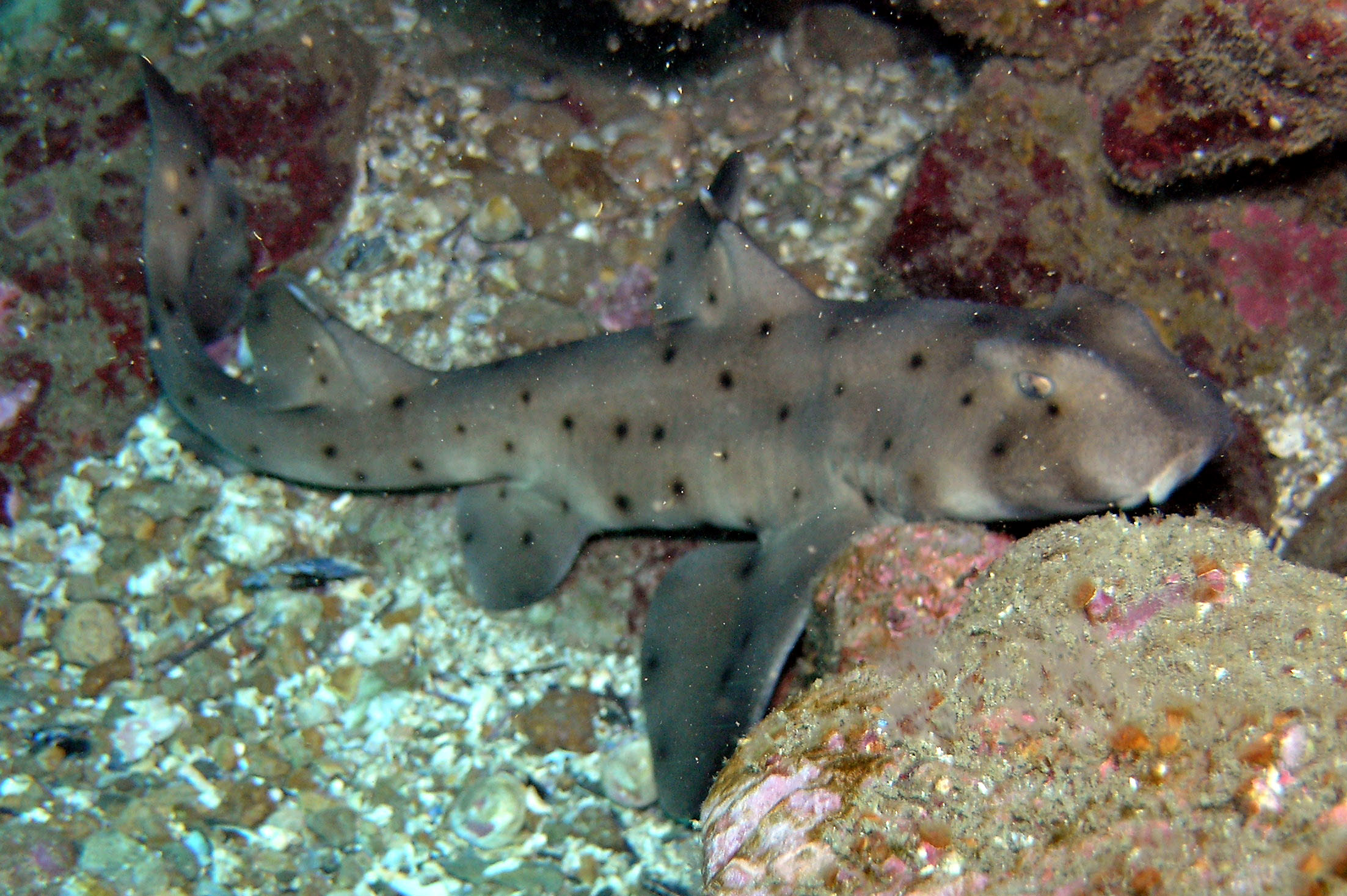
Os tubarões-cornudos descansam durante o dia e só se tornam ativos à noite.

O tubarão-cornudo é um nadador esporádico que prefere usar suas nadadeiras peitorais flexíveis e musculosas para se empurrar pelo fundo. Geralmente é solitário, embora pequenos grupos tenham sido registrados. Durante o dia, os tubarões-cornudos permanecem imóveis, escondidos dentro de cavernas ou fendas, ou dentro de grossos tapetes de algas, embora permaneçam relativamente alertas e nadem rapidamente se forem perturbados. Após o anoitecer, eles vagam ativamente sobre o recife em busca de alimento. Os tubarões-cornudos mantêm pequenas áreas de vida de cerca de 1.000 m², às quais podem permanecer fiéis por mais de uma década, retornando ao mesmo abrigo todos os dias. O abrigo geralmente está localizado na borda da área de forrageamento do tubarão residente. O maior deslocamento documentado de um tubarão-cornudo é de 16 km.
O padrão de atividade diária do tubarão-cornudo está sob controle exógeno, o que significa que é regulado por fatores ambientais e não por um ciclo fisiológico interno. Observações de tubarões-cornudos em cativeiro mostram que o sinal relevante é a intensidade da luz: os tubarões se tornam ativos imediatamente após as luzes serem desligadas e param assim que são ligadas novamente. Em um experimento em que os tubarões foram mantidos na escuridão, eles permaneceram continuamente ativos por 11 dias antes de diminuir o ritmo, possivelmente devido à fadiga. Na natureza, os tubarões-cornudos expostos a uma luz forte à noite podem parar de nadar e começar a afundar.
O tubarão-cornudo é predado por peixes maiores e pelo elefante-marinho-do-norte (Mirounga angustirostris), que consome adultos, filhotes e ovos. Além disso, eles são capturados e comidos por águias-de-cabeça-branca (Haliaeetus leucocephalus) na Ilha de Santa Catalina, e grandes caramujos marinhos conseguem perfurar os ovos para extrair o vitelo. A pele resistente e os espinhos dessa espécie conferem alguma proteção; um Squatina californica foi filmado engolindo um filhote de tubarão-cornudo, e posteriormente cuspindo-o devido aos espinhos. Os parasitas conhecidos dessa espécie incluem as tênias Acanthobothrium bajaensis e Acanthobothrium puertecitense, o copépode Trebius heterodonti e o nematoide Echinocephalus pseudouncinatus, que passa seu estágio larval dentro de presas em potencial, como vieiras e ouriços-do-mar.

### Alimentação

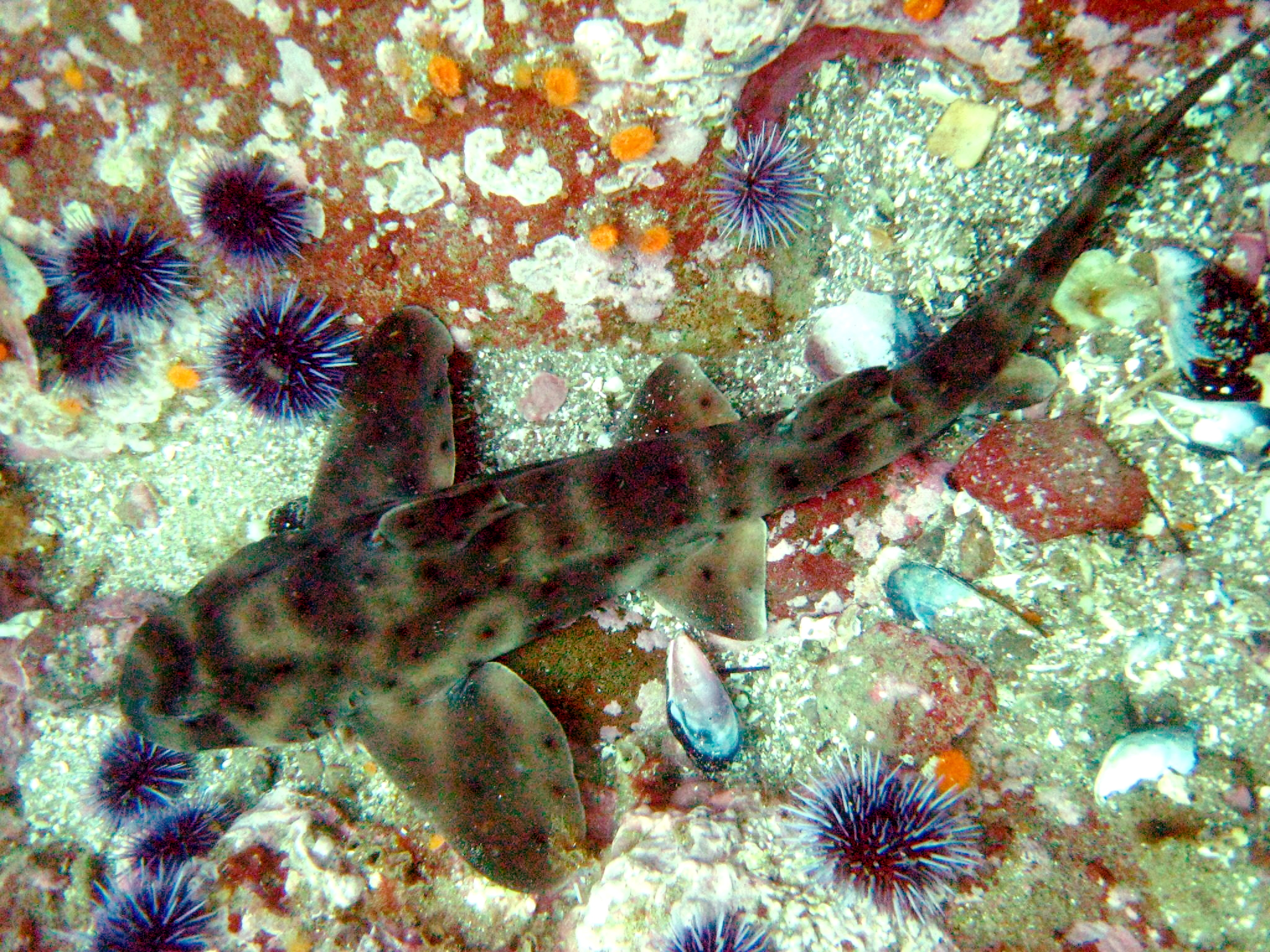
Os ouriços-do-mar são as presas favoritas do tubarão-cornudo.

95% da dieta do tubarão-cornudo adulto consiste em moluscos de casca dura (por exemplo, bivalves e gastrópodes), equinodermos (por exemplo, ouriços-do-mar) e crustáceos (por exemplo, caranguejos, camarões e isópodes). Para quebrar suas conchas, o tubarão-cornudo gera a maior força de mordida conhecida em relação ao seu tamanho entre todos os tubarões, bem acima de outras espécies medidas, como o galhudo (Squalus acanthias) e o tubarão-galha-preta (Carcharhinus limbatus). Um estudo constatou que a força média de mordida dessa espécie na natureza é de 95 N, com um máximo de 135 N, enquanto que, em condições experimentais, os tubarões podem ser induzidos a morder com mais de 200 N de força. Os tubarões-cornudos grandes que se alimentam principalmente de ouriços-do-mar (particularmente o Strongylocentrotus purpuratus) têm seus dentes e espinhas das nadadeiras manchados de roxo.
Outros itens de presa dos adultos incluem vermes da classe Sipuncula, estrelas-do-mar, cefalópodes e pequenos peixes ósseos. Os filhotes se alimentam principalmente de poliquetas, anêmonas-do-mar e pequenas amêijoas, e são conhecidos por “atacar” as anêmonas para morder os tentáculos antes que eles possam se retrair. No sul da Califórnia, sabe-se que os tubarões-cornudos aproveitam as oportunidades sazonais. No verão, os peixes diurnos ativos, em especial a donzela-da-Califórnia [en] (Chromis punctipinnis), são especialmente abundantes e facilmente capturados à noite, quando estão dormentes. No inverno, os tubarões se alimentam de lulas-costeiras-da-Califórnia [en] (Doryteuthis opalescens), que morrem às dezenas de milhares após o evento de desova em massa. Os tubarões-cornudos caçam principalmente usando o olfato. Embora a eletrorrecepção certamente desempenhe um papel na localização da presa, essa espécie tem apenas 148 ampolas de Lorenzini. Isso é muito menos do que na maioria dos outros tubarões, que podem ter mais de 2.000. Como outros tubarões, os dentes do tubarão-cornudo são substituídos regularmente; leva 4 semanas para que um dente caído seja substituído.
O tubarão-cornudo captura a presa por meio de sucção, criada pela expansão de sua cavidade bucal. Suas cartilagens labiais são modificadas de modo que a boca possa formar um tubo, facilitando a força de sucção. Depois que a presa é puxada para dentro da boca, ela é presa com os dentes frontais afiados e depois triturada em pedaços pelos dentes laterais planos. Para extrair a presa enterrada ou afixada, o tubarão-cornudo a agarra e adota uma postura vertical com a cabeça e as nadadeiras peitorais contra o substrato e a cauda arqueada acima. O tubarão age então como uma alavanca com suas nadadeiras peitorais como ponto de apoio: com um golpe para baixo da cauda, ele força a cabeça para cima e puxa a presa para fora; esse modo de alimentação não foi observado em nenhum outro tubarão. O tubarão-cornudo também é capaz de projetar sua mandíbula superior até 15% do comprimento de sua cabeça; esse movimento leva apenas 20 milissegundos para ser realizado e permite que o tubarão use sua mandíbula superior como um cinzel para desalojar presas firmemente fixadas.

### História de vida

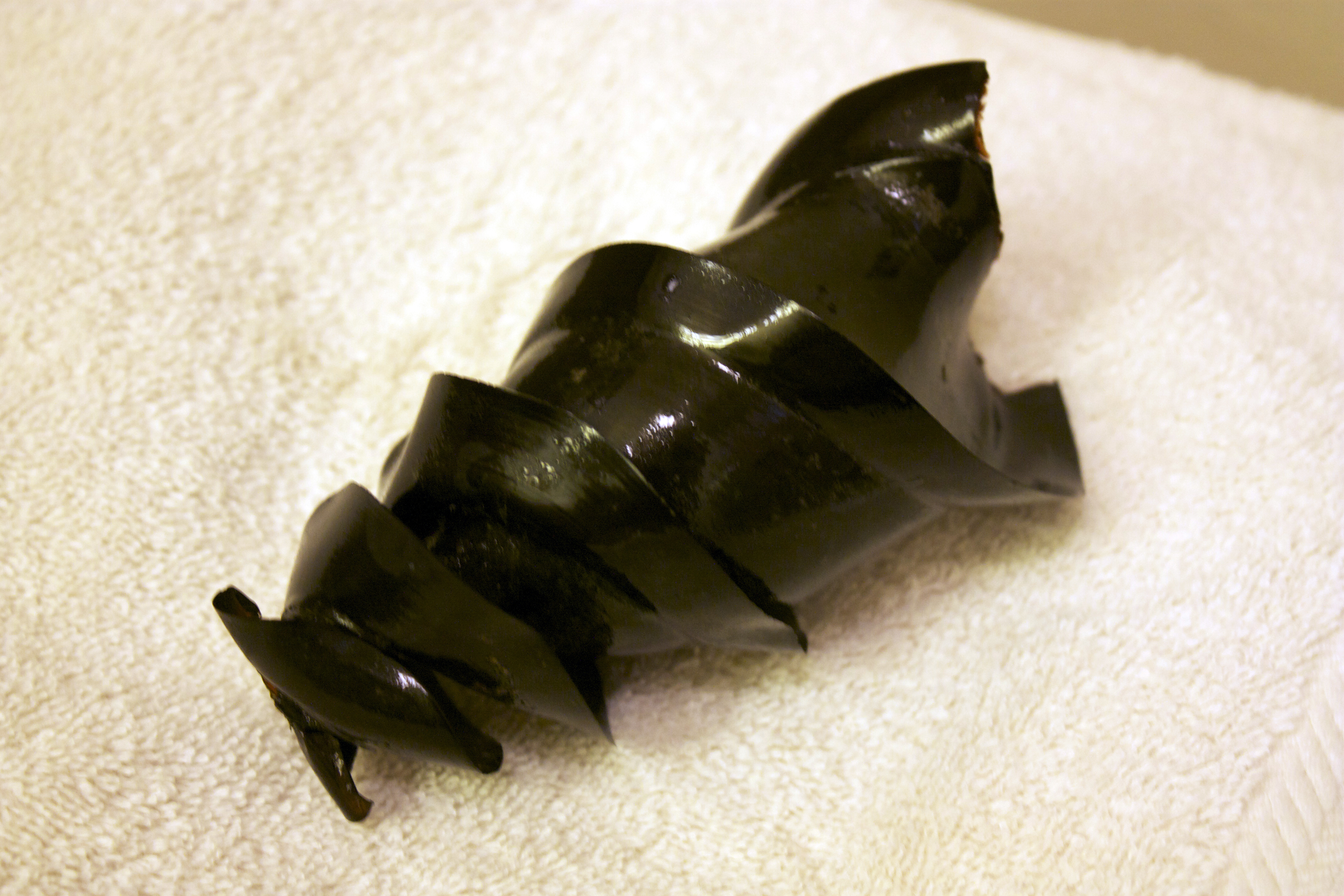
A proteção de ovos em espiral de um tubarão-cornudo; o formato permite que o ovo seja fixado em fendas.

O acasalamento no tubarão-cornudo ocorre em dezembro ou janeiro, em um ciclo reprodutivo possivelmente anual. O macho persegue a fêmea para indicar interesse; quando ela está pronta, os dois tubarões se acomodam no fundo, onde o macho agarra a nadadeira peitoral da fêmea com os dentes e insere uma de seus clásperes na cloaca dela. Depois de 30 a 40 minutos de cópula, o par se solta e a fêmea gira com o focinho na areia por mais 30 minutos. De fevereiro a abril, as fêmeas põem no máximo 24 ovos, dois de cada vez, uma vez a cada 11 a 14 dias, em águas de 2 a 13 m de profundidade. A proteção do ovo tem duas abas em espiral ao redor e, portanto, a fêmea pode levar várias horas para depositá-lo. No início, a proteção é macia e marrom-clara e, depois de alguns dias, endurece e escurece. Sem incluir as abas, a proteção mede de 10 a 12 cm de comprimento e de 3 a 4 cm de largura; os tubarões das Ilhas do Canal da Califórnia produzem proteções de ovos mais longas do que os da Califórnia continental, sugerindo que são populações separadas.
Um dos poucos tubarões que apresentam cuidado parental, as fêmeas de tubarões-cornudo na natureza pegam seus ovos com a boca e os enfiam em fendas. Entretanto, em cativeiro, os ovos são simplesmente jogados no fundo e podem ser canibalizados posteriormente. Os ovos eclodem em um período de 6 a 10 meses; ao emergir, os filhotes medem de 15 a 17 cm de comprimento. Os tubarões recém-nascidos são abastecidos com um saco vitelino interno e não precisam se alimentar até completarem um mês de idade, embora sejam capazes de se alimentar e aceitem comida durante esse período. Os tubarões-cornudos crescem lentamente e em uma taxa altamente variável que não corresponde ao seu tamanho; isso frustrou as tentativas de determinar seu processo de envelhecimento. Os machos atingem a maturidade com um comprimento de 56-61 cm e as fêmeas com um comprimento de pelo menos 58 cm. Alguns tubarões viveram até mais de 12 anos de idade em cativeiro e há um relato não confirmado de um tubarão que atingiu 25 anos de idade.

## Interações com seres humanos

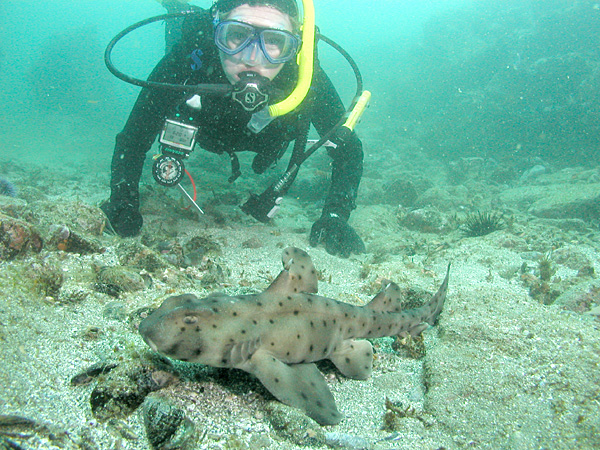
Os tubarões-cornudos são inofensivos para os seres humanos.

Em circunstâncias normais, os tubarões-cornudos são inofensivos para os seres humanos e podem ser facilmente abordados embaixo d'água. No entanto, eles podem ser provocados a morder e alguns indivíduos combativos são conhecidos por perseguir e morder mergulhadores depois de serem perturbados. Esses tubarões devem ser manuseados com cuidado, pois os espinhos de suas barbatanas podem causar ferimentos dolorosos. O tubarão-cornudo se adapta bem ao cativeiro e tem sido mantido e criado em muitos aquários públicos nos Estados Unidos. Em julho de 2018, três pessoas foram presas depois de roubar um filhote de tubarão-cornudo do Aquário de San Antonio. O tubarão foi contrabandeado para fora do aquário em um carrinho de bebê sob um cobertor. Ele foi devolvido ileso dois dias depois.
O tubarão-cornudo não tem valor comercial na Califórnia, onde é capturado involuntariamente em armadilhas e redes de arrasto e por pescadores recreativos. A resistência do tubarão garante que ele possa ser devolvido à água com vida. Essa espécie se beneficia das restrições gerais impostas pelo Estado da Califórnia aos equipamentos de pesca costeira. A média anual de capturas acessórias na Califórnia é de 1.800 kg, embora historicamente tenha variado de 2,5 kg em 1976 a 9.500 kg em 1979. Os mergulhadores às vezes os matam por recreação ou para fazer joias com os espinhos de suas barbatanas, o que pode ser a causa de um declínio no número de tubarões-cornudos nas áreas de mergulho mais intenso do sul da Califórnia. Ao largo do México, essa espécie é capturada incidentalmente em redes de arrasto de camarão e redes de emalhar demersais, e usada para consumo humano e farinha de peixe. A expansão da pesca com redes de emalhar no México pode representar uma preocupação de conservação no futuro. No momento, a União Internacional para a Conservação da Natureza (IUCN) não tem informações suficientes para avaliar o status geral de conservação dessa espécie; seu status nas águas dos Estados Unidos provavelmente é pouco preocupante.